# Persone di nome Kevin/Attori
| Questa pagina contiene informazioni ricavate automaticamente dalle voci biografiche con l'ausilio del template Bio e di un bot. L'aggiornamento è periodico e automatico e ricostruisce completamente la pagina. Se manca una persona in questa lista, sei pregato di non aggiungerla, ma accertati piuttosto che la sua voce biografica contenga il template Bio e che i dati anagrafici siano correttamente compilati. Se il template Bio manca, inseriscilo tu stesso o, in alternativa, metti l'avviso {{tmp\|Bio}} che ne segnala la mancanza. Se i dati riportati sono sbagliati, correggi direttamente la voce biografica; le modifiche saranno visibili in questa lista entro pochi giorni. Per chiarimenti vedi il progetto antroponimi. La lista contiene solo le 67 persone che sono citate nell'enciclopedia e per le quali è stato implementato correttamente il template Bio. Pagina aggiornata al 16 ott 2024. |

Questa è una lista di persone presenti nell'enciclopedia che hanno il nome Kevin e sono attori.

## A(3)
- Kevin Alejandro, attore statunitense (San Antonio, n. 1976)
- Kevin Allen, attore, regista e sceneggiatore britannico (Swansea, n. 1959)
- Kevin Anderson, attore statunitense (Gurnee, n. 1960)

## B(4)
- Kevin Bacon, attore statunitense (Filadelfia, n. 1958)
- Kevin Bishop, attore britannico (Bromley, n. 1980)
- Kevin Breznahan, attore statunitense (New York, n. 1968)
- Kevin Brown, attore statunitense (n. 1972)

## C(9)
- Kevin Chamberlin, attore statunitense (Baltimora, n. 1963)
- Kevin Chapman, attore statunitense (Boston, n. 1962)
- Kevin Connolly, attore e regista statunitense (Long Island, n. 1974)
- Chuck Connors, attore, cestista e giocatore di baseball statunitense (Brooklyn, n. 1921 - Los Angeles, † 1992)
- Kevin Conroy, attore e doppiatore statunitense (Westbury, n. 1955 - New York, † 2022)
- Kevin Conway, attore e regista statunitense (New York, n. 1942 - New York, † 2020)
- Kevin Corcoran, attore e produttore cinematografico statunitense (Santa Monica, n. 1949 - Burbank, † 2015)
- Kevin Corrigan, attore statunitense (New York, n. 1969)
- Kevin Costner, attore, regista e produttore cinematografico statunitense (Lynwood, n. 1955)

## D(9)
- Kevin Daniels, attore statunitense (San Diego, n. 1976)
- Kevin DeCoste, attore statunitense (Boston, n. 1995)
- Kevin Dillon, attore statunitense (New Rochelle, n. 1965)
- Kevin Dobson, attore statunitense (Jackson Heights, n. 1943 - Stockton, † 2020)
- Kevin Downes, attore, sceneggiatore e produttore cinematografico statunitense (Visalia, n. 1972)
- Kevin Doyle, attore britannico (Scunthorpe, n. 1961)
- Kevin Duhaney, attore e doppiatore canadese (Whitby, n. 1984)
- Kevin Dunn, attore statunitense (Chicago, n. 1956)
- Kevin Durand, attore canadese (Thunder Bay, n. 1974)

## E(1)
- Kevin Eldon, attore britannico (Chatham, n. 1959)

## F(2)
- Kevin Farley, attore statunitense (Madison, n. 1965)
- Kevin Spacey, attore e produttore cinematografico statunitense (South Orange, n. 1959)

## G(2)
- Kevin Gage, attore statunitense (Wisconsin, n. 1959)
- Kevin Gray, attore e cantante statunitense (Westport, n. 1958 - Hartford, † 2013)

## H(5)
- Kevin Hagen, attore statunitense (Chicago, n. 1928 - Grants Pass, † 2005)
- Kevin Peter Hall, attore statunitense (Pittsburgh, n. 1955 - Los Angeles, † 1991)
- Kevin McDonald, attore e doppiatore canadese (Montréal, n. 1961)
- Kevin Hart, attore e comico statunitense (Filadelfia, n. 1979)
- Kevin Hooks, attore e regista statunitense (Filadelfia, n. 1958)

## I(1)
- Kevin Iannotta, attore tedesco (Monaco di Baviera, n. 1993)

## J(1)
- Kevin Janssens, attore belga (Anversa, n. 1979)

## K(3)
- Kevin James, attore, comico e sceneggiatore statunitense (Mineola, n. 1965)
- Kevin Kilner, attore statunitense (Baltimora, n. 1958)
- Kevin Kline, attore statunitense (Saint Louis, n. 1947)

## M(5)
- Kevin McCarthy, attore statunitense (Seattle, n. 1914 - Capo Cod, † 2010)
- Kevin McHale, attore, cantante e ballerino statunitense (Plano, n. 1988)
- Kevin McKidd, attore britannico (Elgin, n. 1973)
- Kevin McNally, attore britannico (Bristol, n. 1956)
- Kevin McNulty, attore canadese (Penticton, n. 1955)

## N(1)
- Kevin Nealon, attore, comico e produttore cinematografico statunitense (Bridgeport, n. 1953)

## O(2)
- Kevin J. O'Connor, attore statunitense (Chicago, n. 1963)
- Kevin O'Neal, attore statunitense (Los Angeles, n. 1945 - Thousand Oaks, † 2023)

## P(2)
- Kip Pardue, attore e ex modello statunitense (Atlanta, n. 1975)
- Kevin Pollak, attore, comico e imitatore statunitense (San Francisco, n. 1957)

## Q(1)
- Kevin Quinn, attore e cantante statunitense (Chicago, n. 1997)

## R(4)
- Kevin Rahm, attore statunitense (Mineral Wells, n. 1971)
- Kevin Rankin, attore statunitense (Baton Rouge, n. 1976)
- Kevin Michael Richardson, attore e doppiatore statunitense (New York, n. 1964)
- Kevin Rushton, attore e stuntman canadese (n. 1957)

## S(7)
- Kevin Schmidt, attore, regista e produttore televisivo statunitense (Andover, n. 1988)
- Kevin Shinick, attore, produttore cinematografico e regista statunitense (Merrick, n. 1969)
- Kevin Tod Smith, attore neozelandese (Auckland, n. 1963 - Pechino, † 2002)
- Kevin Sorbo, attore, produttore cinematografico e produttore televisivo statunitense (Mound, n. 1958)
- Kevin Spirtas, attore statunitense (Saint Louis, n. 1962)
- Kevin Rodney Sullivan, attore e regista statunitense (San Francisco, n. 1958)
- Kevin Sussman, attore statunitense (New York, n. 1970)

## T(1)
- Kevin Tighe, attore statunitense (Los Angeles, n. 1944)

## V(1)
- Kevin Van Hentenryck, attore e artista statunitense (Michigan, n. 1953)

## W(2)
- Kevin Weisman, attore statunitense (Los Angeles, n. 1970)
- Kevin Whately, attore inglese (Newcastle upon Tyne, n. 1951)

## Z(1)
- Kevin Zegers, attore canadese (Woodstock, n. 1984)